# Godshuis Roussel

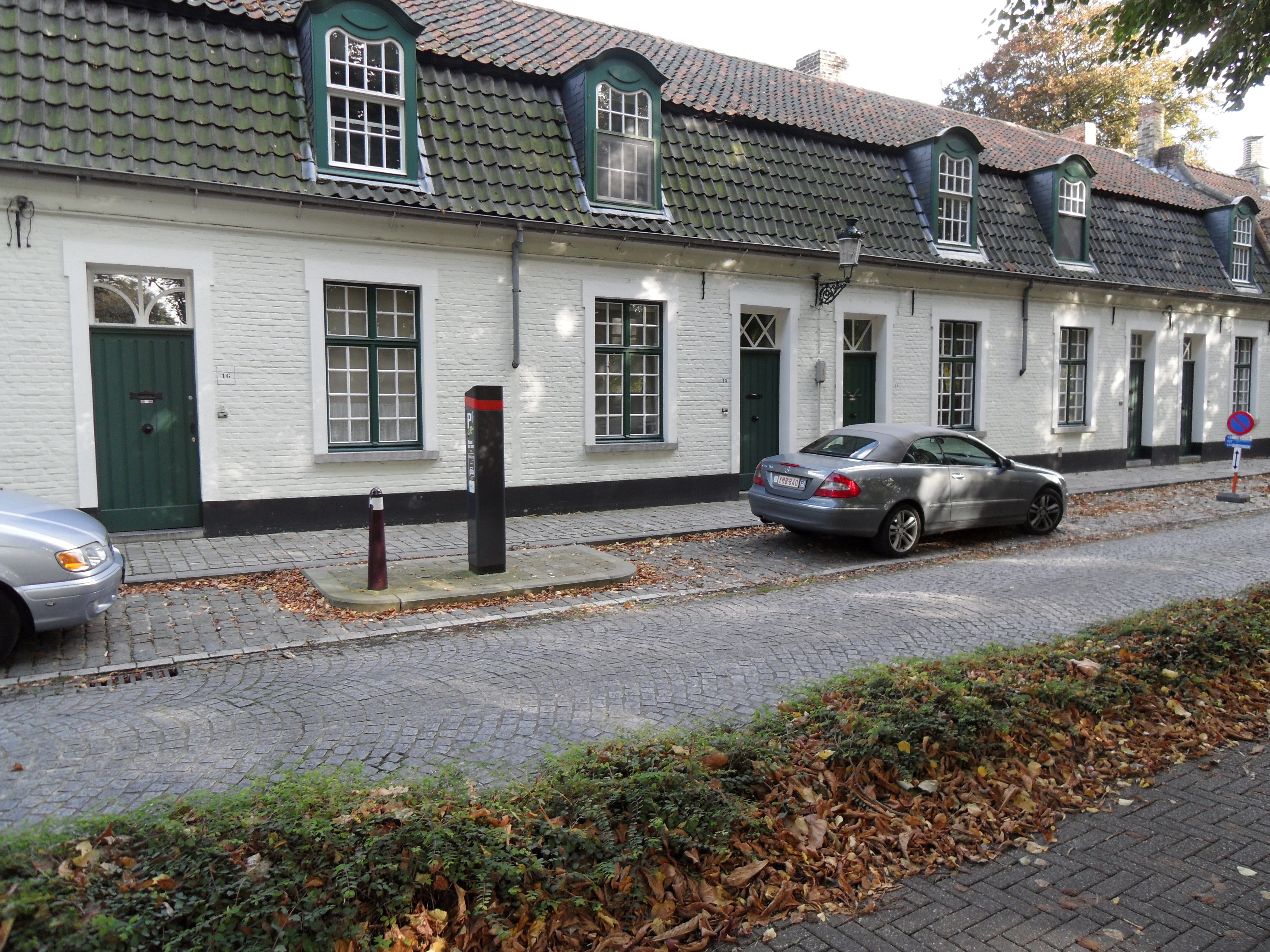
Godshuizen Roussel langs de Hendrik Consciencelaan

Roussel is een groep godshuizen in Brugge.

## Geschiedenis
In 1720 stichtte de Brugse inwoonster Anne Roussel enkele godshuizen in de Westmeers.
In 1796 werden ze in bezit genomen door de Commissie van Burgerlijke Godshuizen.
Deze godshuizen verdwenen op het einde van de negentiende eeuw. De Commissie besliste in 1903 langs de Hendrik Consciencelaan vier nieuwe huisjes onder de naam 'Roussel' te bouwen, gemerkt nummers 12, 13, 14 en 15, samen met godshuisjes die Ondermarcq genoemd werden. Architect Joseph Coucke was er de ontwerper van, tezamen met andere huizen in vervanging van verdwenen godshuizen, langs de Hendrik Consciencelaan.
In 2003-2005 werden ze samen met de meeste andere godshuizen van de driehoek Boeveriestraat - Van Voldenstraat - Hendrik Conciencelaan onder handen genomen en gemoderniseerd.